# یرژی ژوراولو
یرژی ژوراوْلِـوْ (لهستانی: Jerzy Żurawlew؛ ۲۵ دسامبر ۱۸۸۶ – ۳ اکتبر ۱۹۸۰) یک نوازنده پیانو، مدرس موسیقی و رهبر ارکستر اهل لهستان بود.
او بنیان‌گذار «رقابت بین‌المللی نوازندگی پیانو شوپن» و از شاگردان الکساندر میخائوفسکی بود.